# Cud w Mediolanie
Cud w Mediolanie (wł. Miracolo a Milano) – włoski baśniowy komediodramat z 1951 roku w reżyserii Vittoria De Siki.
Film został nagrodzony Złotą Palmą na MFF w Cannes w 1951.

## Obsada
- Emma Gramatica jako stara Lolotta
- Franesco Golisano jako dobry Toto
- Paolo Stoppa jako Bad Rappi
- Guglielmo Barnabò jako bogacz Mobbi
- Brunella Bovo jako mała Edvige
- Anna Carena jako pani Marta Altezzosa
- Alba Arnova jako Statua
- Flora Cambi jako nieszczęśliwe Kochanie
- Virgilio Riento jako sierżant
- Erminio Spalla jako Gaetano

i inni.